# Zbór Kościoła Chrześcijan Baptystów w Ełku
Zbór Kościoła Chrześcijan Baptystów w Ełku – zbór Kościoła Chrześcijan Baptystów znajdujący się w Ełku, przy ulicy 3 Maja 8.
Nabożeństwa odbywają się w każdą niedzielę o godzinie 10.00 
Spotkania modlitewne o 19:00 w poniedziałki a w każdy pierwszy piątek miesiąca odbywa się wieczór uwielbienia.
W czwartki o godzinie 17:30 są spotkania młodzieżowe.